# Хрустальна
Хруста́льна (рос. Хрустальная) — селище у складі Первоуральського міського округу Свердловської області.
Населення — 509 осіб (2010, 513 у 2002).
Національний склад станом на 2002 рік: росіяни — 83 %.
Стара назва — Желєзнодорожна станція Хрустальна.